# Feldkirche

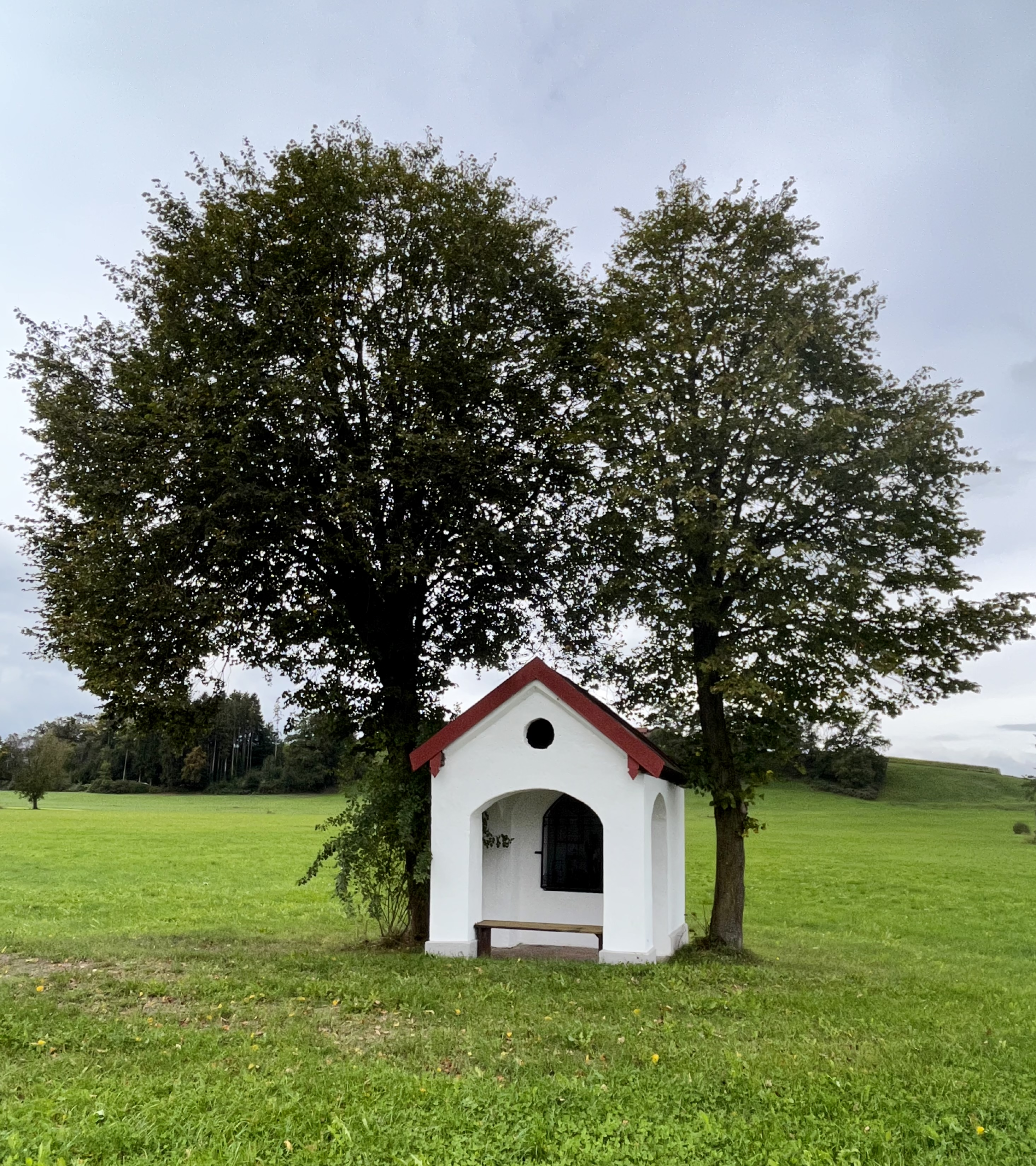
Feldkapelle zur Muttergottes von Altötting bei Emmering

Eine Feldkirche (Feldkapelle) ist eine kleine katholische Kapelle an Feldwegen, von niederen kirchlichem Rang für privaten Gottesdienst und zu privater Andacht, Ziel von Prozessionen, Stationen, Wallfahrten von lokaler Bedeutung und Verehrung heiliger Bilder.

## Begriff, Geschichte, Verwendung und Verbreitung
Es sind auch die Begriffe Feldkapelle und Flurkapelle gebräuchlich, ebenso teilweise Waldkapelle, Alpkapelle, Paßkapelle und Wegekapelle – stets durch den Zusatz auf die ortsferne Lage hinweisend. Die Bezeichnung Feldkapelle ist seit dem 17. Jahrhundert belegt.
Nach katholischem Kirchenrecht gehört die Errichtung einer Feldkapelle zu den frommen und religiösen Werken und ist daher jedem Gläubigen gestattet. Kirchliche Bestimmungen enthalten Vorschriften über die Errichtung, Beschaffenheit, Unterhaltung und den Gebrauch von Feldkapellen. Die Erbauung einer Feldkapelle ist ein Akt der Devotion (meist eines Einzelnen) oder die Erfüllung eines Gelübdes. Sie hängt häufig mit der Verehrung eines Heiligenbildes zusammen und war nicht selten Vorgänger einer Wallfahrtskirche. In katholischen Gegenden werden Feldkapellen vereinzelt heute noch errichtet. Neuere Beispiele sind die 1999 von Heinz Sielmann gestiftete Franz-von-Assisi-Kapelle nahe von Gut Herbigshagen (bei Duderstadt) und die 2007 fertiggestellte Bruder-Klaus-Feldkapelle in Mechernich-Wachendorf am Nordrand der Eifel, letztere ein Werk von Peter Zumthor und eines der wenigen Beispiele für betont modern gestaltete Feldkapellen. 
In protestantisch gewordenen Gebieten ist über Feldkapellen nichts bekannt.
Eine Besonderheit ist der Bau von aufwändigen Feldkapellen in Schlossparks, wo sie im späten 18. und im 19. Jahrhundert als Teile der Landschaftsgärten dienten. Es waren „konfessionslose Stimulantien“, die in Abgelegenheit und Stille die Seele rühren und „heilige Ehrfurcht“ auslösen sollten.

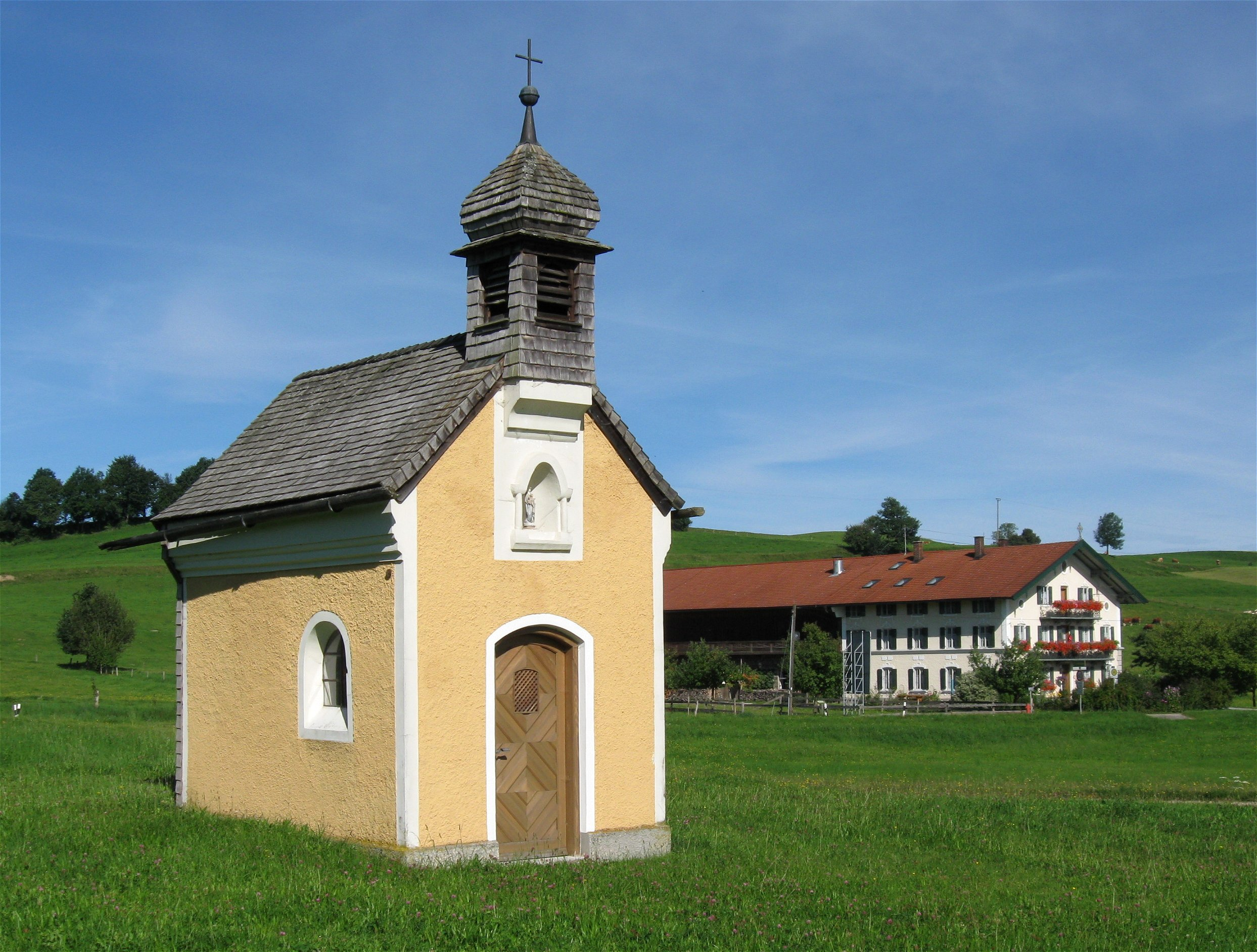
Feldkapelle bei Weyern-Standkirchen
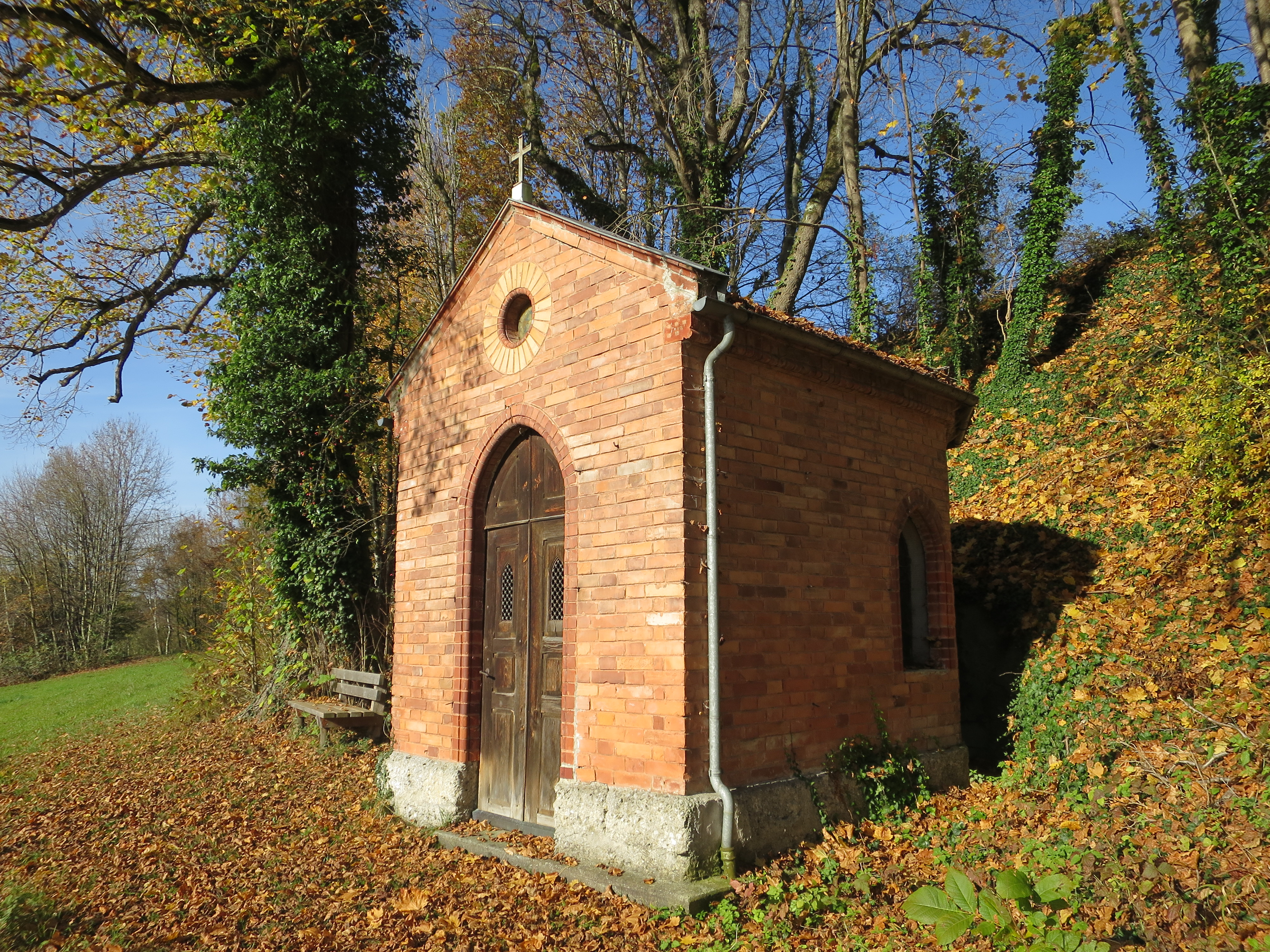
Flurkapelle an der Leite bei Loch
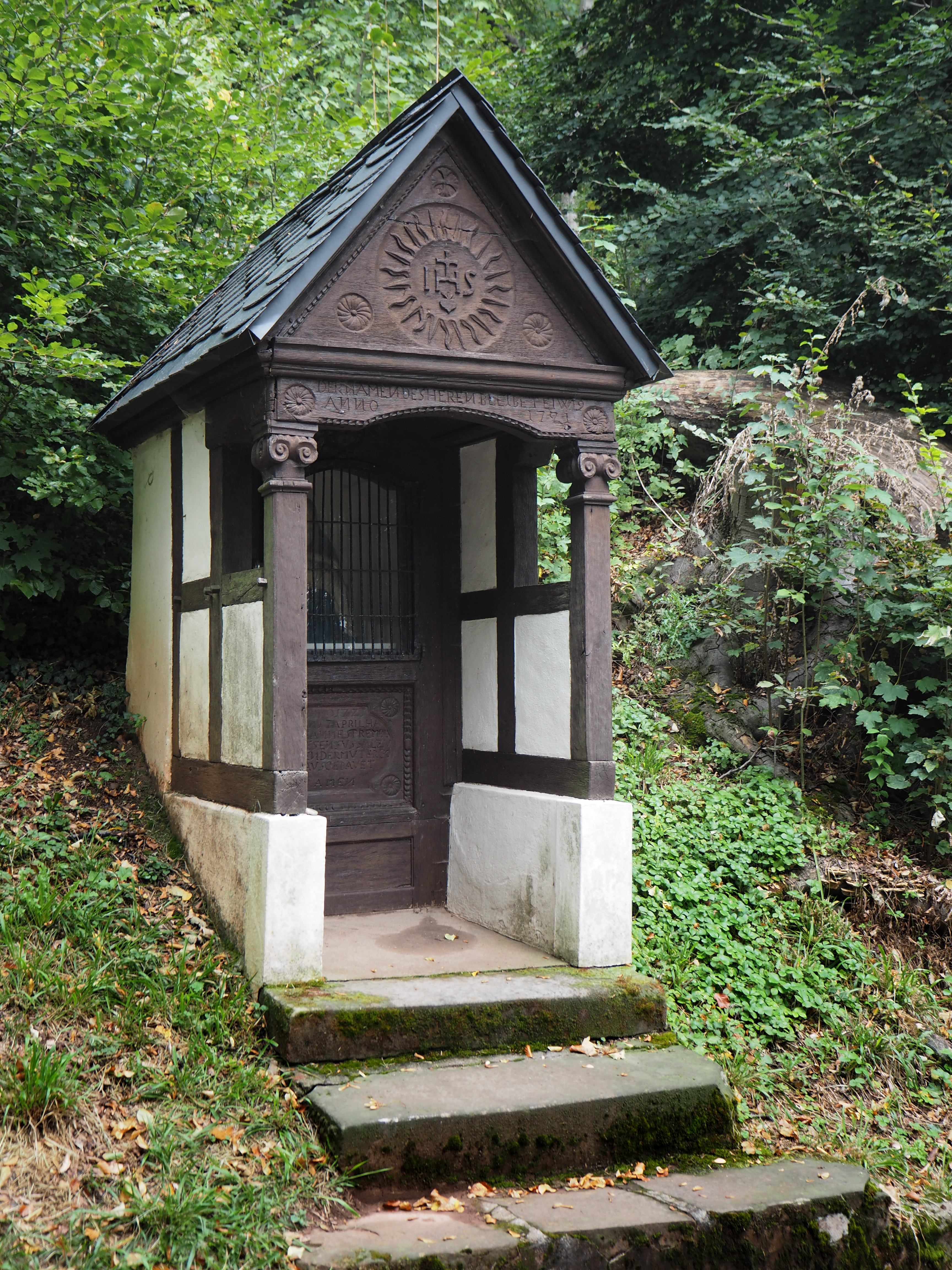
Tremblausches Heiligenhäuschen auf dem Rodenberg bei Menden
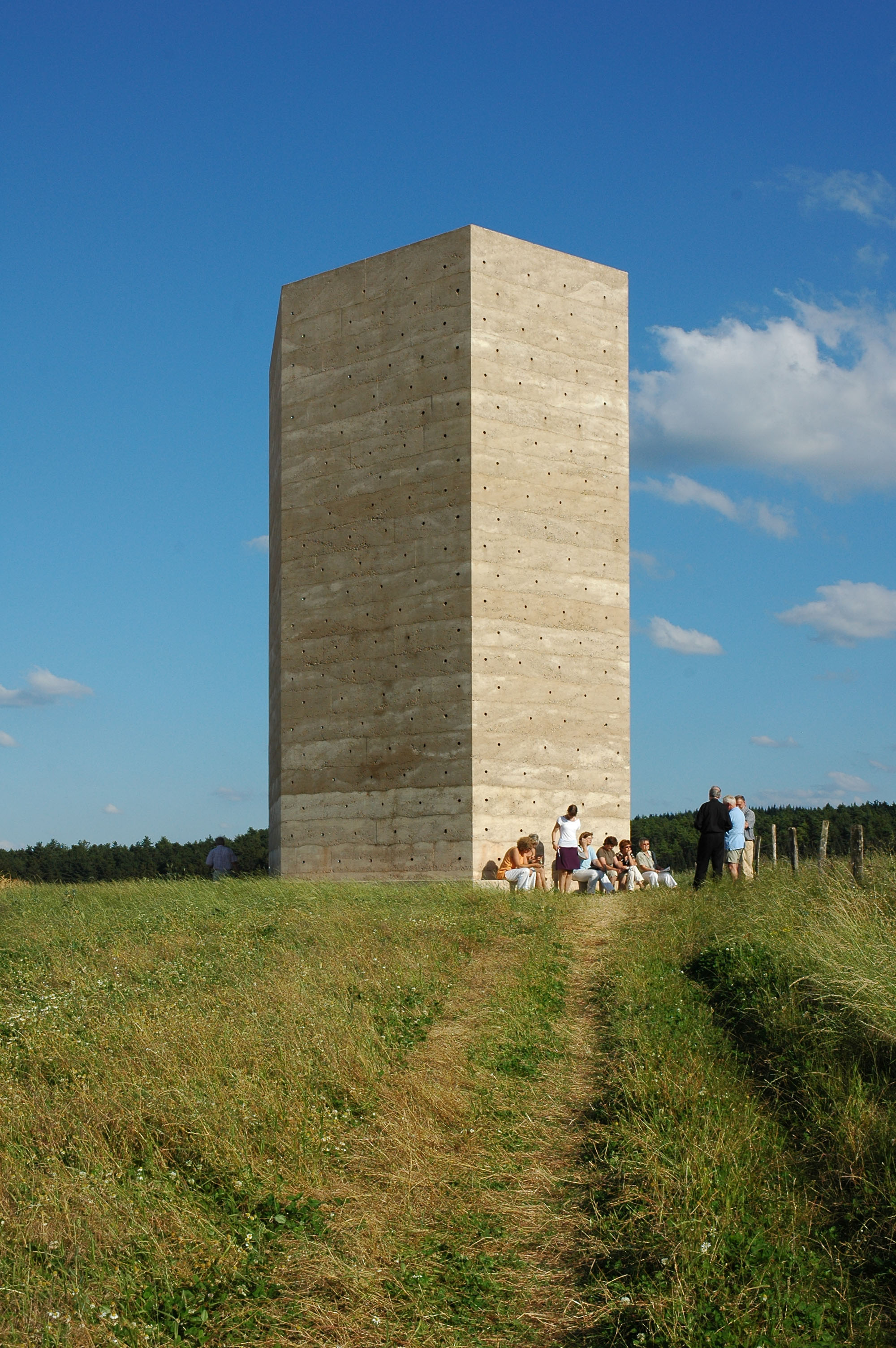
Bruder-Klaus-Feldkapelle in  Mechernich-Wachendorf

## Beschreibung
In der Regel sind Feldkirchen und Feldkapellen kleine abgeschlossene Gebäude, die von lokalen Baumeistern oder Maurern über einfachem Grundriss in schlichten Bauformen errichtet wurden. Als Baumaterial diente das ortsüblich Vorhandene: Für Massivbauten Feldstein, Bruchstein, Werkstein, Backstein oder aber Fachwerkbau. Ausgestattet sind sie meist mit einer nicht konsekrierten gemauerten Altarstipes samt aufgesetztem Retabel oder Heiligenbild und einem Gestühl.

## Beispiele
- Zu Unserer Lieben Frau (Aichwald) in Aichwald
- Feldkapelle (Anhofen)
- Feldkirche (Beerbach) in Beerbach (Lauf an der Pegnitz)
- Denkenreuther Feldkapelle
- Feldkapelle (Ettlishofen)
- Feldkirche (St. Ulrich und St. Afra) in Füssen, Baumeister Johann Georg Fischer
- Feldkapelle (Loppenhausen), Schwaben
- Feldkapelle (Markt Wald), Unterallgäu, Bayern
- Feldkirche (Neuwied), Mittelrhein
- St. Mariae (Reichenbach), Oberfranken
- Feldkapelle (Sennhof), Unterallgäu
- Feldkapelle an der Straße nach Großkissendorf (Silheim)
- Feldkapelle (Vinn), Nordrhein-Westfalen
- Immakulata-Kapelle (Troisdorf), Nordrhein-Westfalen
- Feldkapelle (Volkach), Unterfranken
- Feldkapelle (Wiesbaden), Wiesbaden-Sonnenberg
- Bruder-Klaus-Feldkapelle, Wachendorf, Architekt Peter Zumthor
- Feldkapelle an der B300 (Winterrieden)
- Feldkapelle an der Babenhauser Straße (Winterrieden)

In der Regel leiten sich die Ortsnamen Feldkirch und Feldkirchen aus der Existenz einer derartigen Feldkirche ab.

### Feldkirchen und -kapellen als Überbleibsel von wüstgefallenen Orten
- Feldkirche Woltersdorf in Woltersdorf (Wendland)
- Feldberger Kapelle, Banteln